# Panagiotis Paraskevopoulos
Panagiotis Paraskevopoulos (græsk: Παναγιώτης Παρασκευόπουλος; født 1874 i Gortynia, død 8. juli 1956 på Korfu) var en græsk atlet, som deltog i tre af de første moderne olympiske lege.
Paraskevopoulos stillede ved OL 1896 i Athen op i diskoskast, hvor han blev nummer to med et kast på 28,955 m, mens amerikaneren Robert Garrett vandt konkurrencen med et kast på 29,150; en anden græker, Sotirios Versis blev nummer tre med 27,780 m.
Fire år senere ved sommer-OL 1900 i Paris stillede Paraskevopoulos igen op i diskoskast, og her blev han nummer fire, mens han i kuglestød blev nummer fem.
Endelig var han ved i de olympiske mellemlege 1906 i Athen tilmeldt i diskoskast, men han kom ikke til start.